# Augustus Hawkins
Augustus Freeman Hawkins (ur. 31 sierpnia 1907 w Shreveport, zm. 10 listopada 2007 w Bethesda) – amerykański polityk, członek Partii Demokratycznej.

## Działalność polityczna
Od 1935 zasiadał w Zgromadzeniu Stanowym Kalifornii. Następnie od 3 stycznia 1963 do 3 stycznia 1975 przez sześć kadencji był przedstawicielem 21. okręgu, następnie przez osiem kadencji do 3 stycznia 1991 był przedstawicielem 29. okręgu wyborczego w stanie Kalifornia w Izbie Reprezentantów Stanów Zjednoczonych.